# Международный кинофестиваль в Сиднее
Международный кинофестиваль в Сиднее (англ. International Sydney Film Festival) — ежегодный кинематографический фестиваль, проводимый в начале июня в Сиднее (Австралия). Аккредитован Международной федерацией ассоциаций кинопродюсеров (FIAPF) как конкурсный специализированный фестиваль, посвящённый новым направлениям в кино. Программы фестиваля включают игровые, документальные, короткометражные, семейные и анимационные фильмы, демонстрируемые в нескольких местах в центре города. 

## История
Под влиянием опыта австралийских кинематографистов на Эдинбургском кинофестивале с 1947 года и фестивале, связанным с ежегодным собранием Австралийского совета кинематографических сообществ, прошедшего в Мельбурне в 1952, возникла идея создать кинофестиваль в Сиднее. Этим занялся комитет, состоящий из профессора философии Сиднейского университета Алана Стаута, кинематографистов Джона Хейера и Джона Кингсфорда Смита и секретаря Союза кинематографистов Дэвида Дональдсона. Под руководством последнего 11 июня 1954 года начался и прошёл 4 дня первый кинофестиваль с показами в Сиднейском университете. Все 1200 билетов были распроданы.
Фестиваль столкнулся с проблемами цензуры в середине 60-х годов. Он был освобождён от цензуры в 1974 году. В 1974 году фестиваль прошёл в Государственном театре Сиднея, который до сих пор остаётся одним мест проведения фестиваля. 